# Kanton Mana

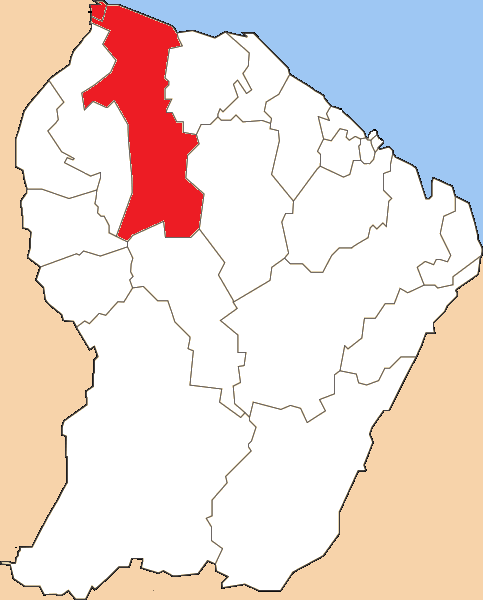
Lage des Kantons Mana im Departement Guyana

Der Kanton Mana war ein französischer Kanton im Arrondissement Saint-Laurent-du-Maroni in Französisch-Guayana.
Der Kanton hatte 10.661 Einwohner (Stand 2012) und bestand aus zwei Gemeinden:
- Awala-Yalimapo
- Mana (Hauptort)